# 뉴질랜드-중국 관계
뉴질랜드-중국 관계(영어: New Zealand-China relations, 중국어: 新西兰与中国关系)는 뉴질랜드와 중국 사이 관계를 말한다.

## 상세

### 정무
뉴질랜드는 파이브 아이즈 회원국이며, 주요 비NATO 동맹국인 미국의 대표적인 우방국임에도 불구하고, 중국과 비교적으로 우호적인 관계를 유지해왔다. 양국은 2014년에 전략적 동반자 관계로 양국 간 관계 수준을 격상하였다. 옆나라의 오스트레일리아-중국 관계와 달리 아직까지 직접적인 충돌은 없다.
그러나 2020년대에 들어서 두 국가의 관계는 도전을 받고 있다. 일례로, 뉴질랜드의 자치령인 쿡 제도가 뉴질랜드와 별다른 협의 없이 중국과 전략적 동반자 관계를 체결하여 갈등이 일었다. 또한 중화권-태평양 관계에서 보이듯, 태평양 도서국들에 대한 중국의 공세적 지원과 대만과 단교 요구는 인도-태평양 지역에서 뉴질랜드와 중국 간 긴장감을 고조시키고 있다.
북대서양 조약 기구의 아시아태평양 동반자 국가인 뉴질랜드, 오스트레일리아, 대한민국, 일본과 밀착에 대해 중화인민공화국 외교부는 견제하는 성명을 발표하였다.
또한 신장 위구르 자치구에서 발생하는 인권 탄압, 홍콩에 일국양제를 적용하는 과정에서 발생한 2019년~2020년 홍콩 시위에 대해서 뉴질랜드는 외교장관회담에서 우려를 표하였다.

### 무역
양국은 2008년에 자유 무역 협정을 체결하였다. 자유 무역 협정 체결 이후 뉴질랜드의 최대 교역국은 오스트레일리아에서 중국으로 변화하였다. 특히 뉴질랜드의 대중 무역 의존도 또한 심화되었다.

### 문화
뉴질랜드에는 많은 중국계 뉴질랜드인들이 거주하고 있으며, 이들은 뉴질랜드 내 대표적인 이민자 집단 중 하나다.